# St. Antonius von Padua (Järkendorf)

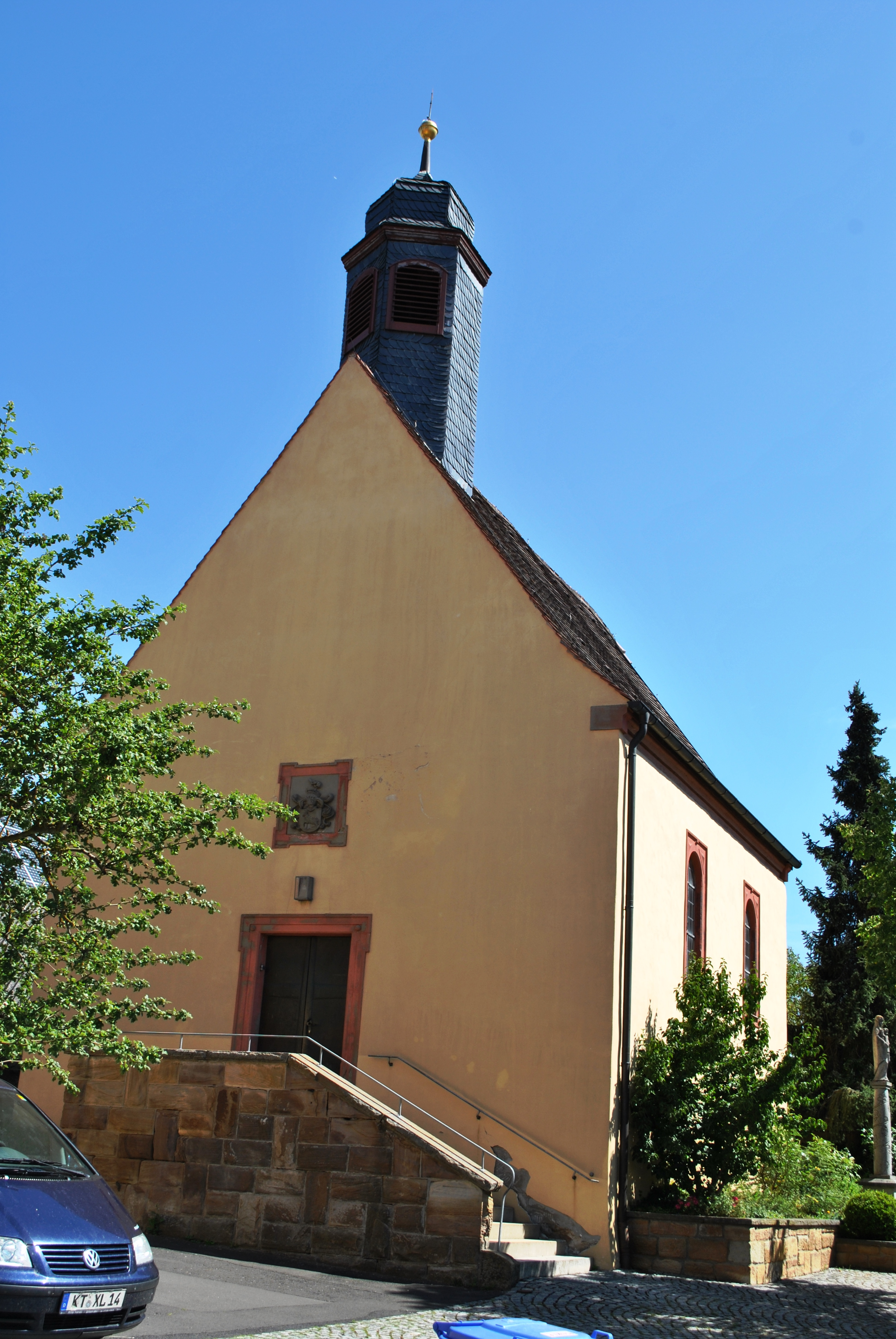
Die Kirche in Järkendorf

Die Antonius-von-Padua-Kirche im unterfränkischen Järkendorf ist die katholische Filialkirche des Prichsenstadter Ortsteils. Sie liegt inmitten des Ortes an der Kreisstraße KT 39. Das Gotteshaus ist heute Teil des Dekanats Kitzingen.

## Geschichte
Die Geschichte der Kirche ist eng mit der des Ortes verbunden. Järkendorf wurde erstmals im Jahre 1290 urkundlich erwähnt. Im Laufe des Mittelalters hatten verschiedene Herren die Dorfherrschaft über das Dorf inne. Zu Beginn des 16. Jahrhunderts waren dies die Fuchs von Bimbach. Sie etablierten im Dorf ab 1579 die lutherische Konfession. Zu diesem Zeitpunkt existierte wohl bereits ein kleines Kirchengebäude, denn Järkendorf wurde zur Filiale des nahen Eichfeld.
Im Zuge der Gegenreformation wurde das Dorf 1629 durch Bischof Philipp Adolf von Ehrenberg rekatholisiert, die Lutherischen wurden vertrieben. Im Jahr 1683 erfolgte dann die Erstnennung einer Kapelle, die dem heiligen Antonius geweiht war. Einige Jahre später 1688/1689 erfolgte dann durch Anna Maria von Dernbach der Neubau des Kirchleins in seiner heutigen Form. Als ausführenden Architekten konnte der Italiener Baptista Martini gewonnen werden.
Nun wurden keine umfassenden Änderungen mehr am Gebäude selbst vorgenommen. Nur noch Renovierungen erneuerten das Gebäude in den folgenden Jahrhunderten. Zunächst renovierte man 1968 das Dach und den Dachreiter des Gotteshauses. Im Folgejahr wurde der Innenraum renoviert. Eine Außenrenovierung erfolgte im Jahr 1990. Das Bayerische Landesamt für Denkmalpflege ordnet das Kirchengebäude als Baudenkmal ein. Daneben sind untertägige Reste von Vorgängerbauten als Bodendenkmal geführt.

## Architektur
Die Kirche präsentiert sich als spätbarocker Saalbau. Sie ist geostet und wurde im Westen mit einem Dachreiter ausgestattet. Der Ostchor ist polygonal und schließt mit einem Walmdach ab. Das Langhaus wurde dagegen mit einem spitzen Satteldach. Zwei Fensterachsen gliedern den Bau nach außen. Es handelt sich um Rundbogenfenster, die allerdings rechteckige Rahmungen aufweisen. Auf der Westseite findet sich ein Wappen, das das Lamm der Voit von Rieneck, den Stiftern der Kirche zeigt.

## Ausstattung

### Hochaltar
Der Hochaltar der Kirche befindet sich zentral im Chor. Er wurde, wie die Kirche, von den Herren von Dernbach gestiftet. Um 1690 kam er in das Kircheninnere. Im Jahre 1895 unterzog man den Hochaltar einer umfassenden Restauration. Zuvor, in der zweiten Hälfte des 18. Jahrhunderts, wurden zwei neue Assistenzfiguren am Altar angebracht. Letztmals erneuerte man den Altar während der Innenrenovierung des Jahres 1969.
Beim Altar handelt es sich um einen viersäuligen Aufbau mit gewirrlten Säulen. Der Altar besitzt zwei seitliche Durchgänge über denen die barocken Assistenzfiguren des heiligen Valentin (links) und des heiligen Kilian (rechts) angebracht wurden. Zentral ist das Altarblatt zu sehen. Es zeigt den heiligen Antonius mit dem Kind. Als Assistenzfiguren rahmen ihn der heilige Josef und eine Figur der Anna selbdritt ein. Im Auszug ist das Auge der Vorsehung im Strahlenkranz zu finden.

### Glocken
Das Geläut der Kirche besteht aus insgesamt drei Glocken, die im Glockenstuhl im kleinen Dachreiter aufgehängt wurden. Die älteste der Glocken kam im Jahr 1926 in die Kirche. Zwei Glocken mussten während des Zweiten Weltkrieges zum Einschmelzen abgegeben werden, erst 1949 konnte das Geläut wieder vervollständigt werden.
| Gießer                     | Grundton | Gussjahr | Durchmesser in Zentimeter | Gewicht in Kilogramm |
| -------------------------- | -------- | -------- | ------------------------- | -------------------- |
| Karl Czudnochowsky, Erding | es‘‘     | 1949     |                           | 146                  |
| Karl Czudnochowsky, Erding | ges      | 1949     |                           | 80                   |
| Gebr. Klaus, Heidingsfeld  | b        | 1926     | 43                        | 50                   |

### Weitere Ausstattung
Im Chor befindet sich des Weiteren ein Gemälde, das die heiligste Dreifaltigkeit zeigt. Es entstammt dem 19. Jahrhundert. Zwei Heiligenfiguren sind dem 18. Jahrhundert zuzuordnen. Eine Pietà des Jahres 1750 wurde mit einer Holztafel verziert, auf der die Gefallenen der beiden Weltkriege verewigt. Die Orgel weist fünf Register auf. Insgesamt durchziehen 14 Kreuzwegstationen das Kircheninnere.